# 로레타 산체스
로레타 로나 산체스(Loretta Lorna Sanchez, 1960년 1월 7일~)는 미국 하원 의원을 지낸 민주당 소속의 미국의 정치인으로, 지역구는 캘리포니아주 오렌지군 중부 지역이다. 하원 의원 시절 온건파에서 보수파 민주당으로 구성된 청견연합의 일원이었다.
또한 린다 산체스 하원 의원과 자매 관계이다.

## 정계 이력

### 위원회 배정
- 군사위원회
  - 감독 및 조사 소위원회
  - 전략군소위원회 (순위 위원)
  - 새로운 위협 및 역량에 관한 하위 위원회
- 국토안보위원회
  - 국경 및 해상 안보에 관한 소위원회
  - 테러방지 및 정보 소위원회

### 코커스 회원
- 의회 히스패닉 연합
- 의회 인권 협의회
- 국제 보존 연합
- 스포츠맨 코커스

## 정치 성향

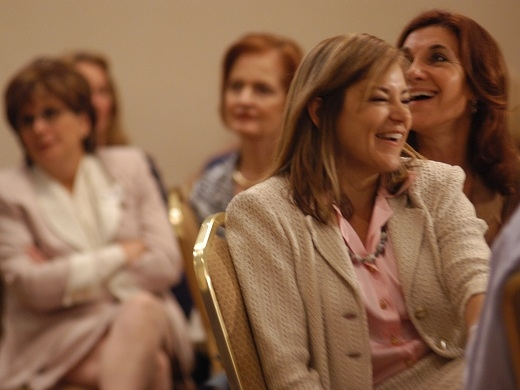
연례 행사 '뛰어난 여성들'에 참석한 산체스

산체스는 과거 자신이 온건파 민주당원이라고 밝혀왔다.
또한 교외 보수주의의 오랜 보루인 오렌지군 하원 의원들의 청견연합 및 신민주연합의 일원이다. 특히 교육, 범죄, 경제 개발 및 노인 보호에 관심을 갖고 있는 것으로 알려져 있다.

## 갤러리
- 1997년 의사당 밖에서 열린 의회 히스패닉계 의원연합 기자회견에서 연설하는 산체스 (1997년)
- 노동조합 간부들과 (2008년)

## 역대 선거 결과
| 선거명      | 직책명                           | 대수  | 정당   | 득표율 | 득표수      | 결과 | 당락                       |
| ----------- | -------------------------------- | ----- | ------ | ------ | ----------- | ---- | -------------------------- |
| 1996년 선거 | 하원의원 (캘리포니아 제46선거구) | 105대 | 민주당 | 46.67% | 47,964표    | 1위  | 캘리포니아주 하원의원 당선 |
| 1998년 선거 | 하원의원 (캘리포니아 제46선거구) | 106대 | 민주당 | 56.43% | 47,964표    | 1위  | 캘리포니아주 하원의원 당선 |
| 2000년 선거 | 하원의원 (캘리포니아 제46선거구) | 107대 | 민주당 | 60.20% | 70,381표    | 1위  | 캘리포니아주 하원의원 당선 |
| 2002년 선거 | 하원의원 (캘리포니아 제47선거구) | 108대 | 민주당 | 60.56% | 42,501표    | 1위  | 캘리포니아주 하원의원 당선 |
| 2004년 선거 | 하원의원 (캘리포니아 제47선거구) | 109대 | 민주당 | 60.38% | 65,684표    | 1위  | 캘리포니아주 하원의원 당선 |
| 2006년 선거 | 하원의원 (캘리포니아 제47선거구) | 110대 | 민주당 | 62.33% | 47,134표    | 1위  | 캘리포니아주 하원의원 당선 |
| 2008년 선거 | 하원의원 (캘리포니아 제47선거구) | 111대 | 민주당 | 69.49% | 85,878표    | 1위  | 캘리포니아주 하원의원 당선 |
| 2010년 선거 | 하원의원 (캘리포니아 제47선거구) | 112대 | 민주당 | 52.98% | 50,832표    | 1위  | 캘리포니아주 하원의원 당선 |
| 2012년 선거 | 하원의원 (캘리포니아 제46선거구) | 113대 | 민주당 | 63.88% | 95,694표    | 1위  | 캘리포니아주 하원의원 당선 |
| 2014년 선거 | 하원의원 (캘리포니아 제46선거구) | 114대 | 민주당 | 59.70% | 49,738표    | 1위  | 캘리포니아주 하원의원 당선 |
| 2016년 선거 | 상원의원 (캘리포니아 제3부)      | 115대 | 민주당 | 38.40% | 4,701,417표 | 2위  | 낙선                       |